# El Castell (Ulldecona)
El Castell és una població del municipi d'Ulldecona, situada al sud de Catalunya a la comarca del Montsià. És un dels anomenats "barris" d'Ulldecona, que es troben a una certa distància d'aquesta població.
Aquest nucli es troba a la plana limitada per els Ports de Beseit i la Serra de Godall, no gaire lluny de la Sénia, a la vora de la carretera que va al pantà d'Ulldecona. Es troba també situat al marge esquerre del riu de la Sénia, actual límit politicoadministratiu entre el Principat i el País Valencià. A l'altra banda del riu hi ha el poble de Sant Rafel.

## Història
El nom del lloc es va originar en un antic molí fariner que existia a la mateixa zona, i de "Molincastell" va passar a anomenarse "el Castell". Abans d'anomenar-se així va tenir altres noms com " el barri de calces", d'aquí ve el gentilici calceters/es.
És un petit nucli rural relativament modern a on el 1981 hi havia 146 h. El Castell compta actualment amb una població de 257 habitants.
El poble està disposat al voltant de la carretera que va d'Ulldecona a la Sénia per Sant Joan del Pas i la cruïlla que va als Valentins.
El barri del Castell ha conservat l'edifici de l'antiga escola.